# Yehudi Menuhin
Yehudi Menuhin est un violoniste et chef d'orchestre britannique (il sera fait baron Menuhin of Stoke d'Abernon en reconnaissance de ses talents musicaux) d'origine américaine, né le 22 avril 1916 à New York et mort le 12 mars 1999 à Berlin. Il est un enfant prodige, se produisant dès 1927 à Paris avec l'Orchestre Lamoureux et à New York au Carnegie Hall. Il est considéré comme l'un des plus grands violonistes du XXe siècle.

## Biographie
Son père, Moshe Menuhin (en), et sa mère, Marutha, se rencontrent à Jaffa, puis, plus tard, par hasard, à New York, où ils se marient et ont leur premier enfant. Sa mère l'appelle Yehudi, afin qu'il n'y ait aucune ambiguïté sur ses origines juives. En 1917, la famille déménage à San Francisco où le père est surintendant de plusieurs écoles hébraïques. Appréciant la musique classique, ils vont écouter l'orchestre symphonique de San Francisco. Yehudi, qui n'a encore que trois ans, est impressionné par le violoniste Louis Persinger. Deux sœurs naissent, Hephzibah et Yaltah. Yehudi s'ennuie à l'école et, vers cinq ans, sa mère décide de l'en retirer, lui donnant un enseignement à domicile et commençant à lui faire apprendre le violon sérieusement. Après avoir essayé plusieurs professeurs, on sollicite Louis Persinger, qui finit par accepter. Les premiers mois sont durs. Yehudi se demande « Quand serai-je capable de vibrer ? » Il persévère, étudiant tous les jours, le matin et l'après-midi car « il faut le faire tous les jours, il faut que ce soit aussi facile et naturel pour l'artiste que de voler pour un oiseau, et on n'imagine pas un oiseau dire : eh bien, je suis fatigué aujourd'hui, je ne vais pas voler ». À San Francisco, il gagne 200 dollars en jouant le 2e mouvement du concerto de Mendelssohn, dans le seul concours de violon auquel il participera.

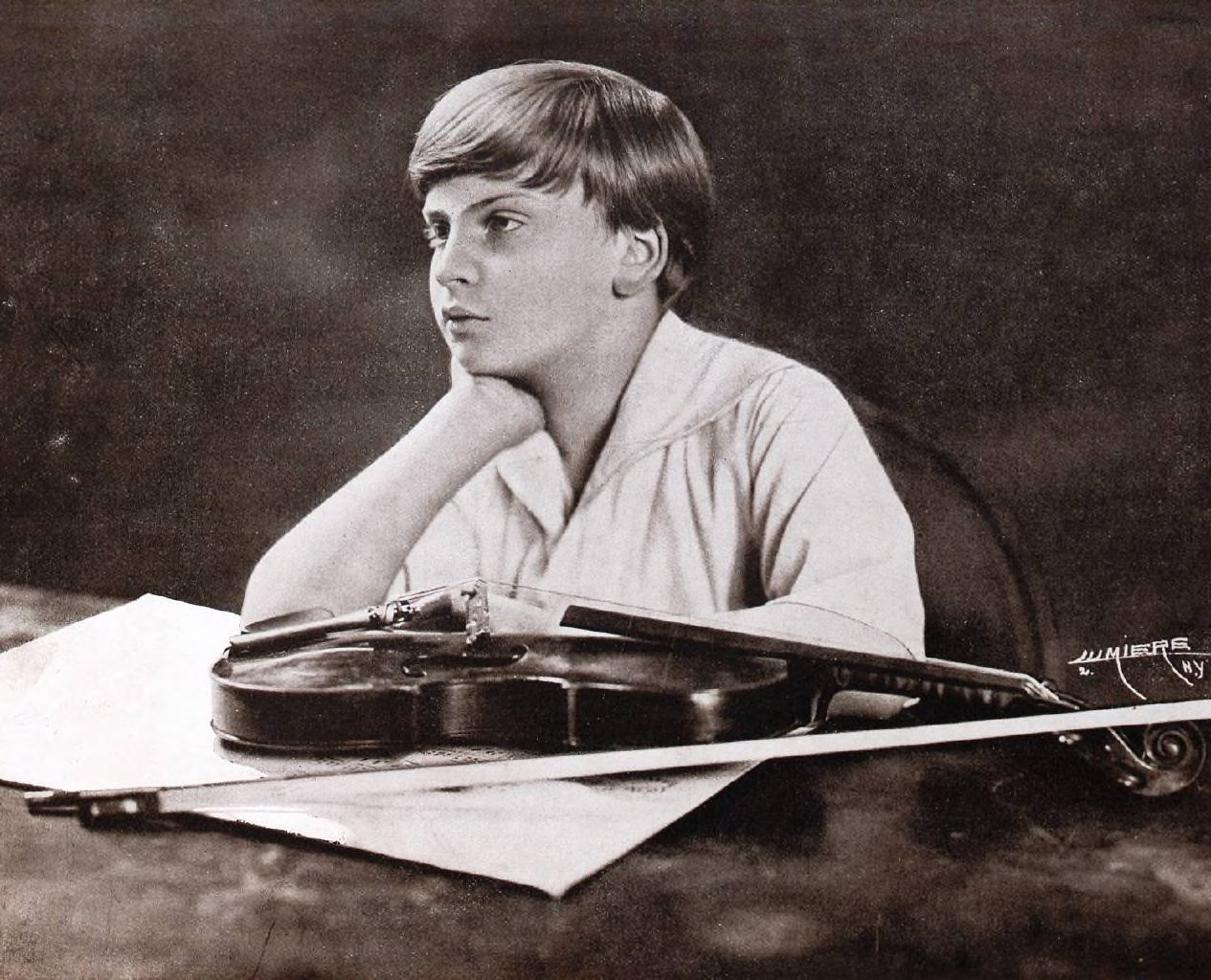
Yehudi Menuhin à 12 ans.

En 1927, Yehudi Menuhin devient l'élève de Georges Enesco et Yvonne Astruc[réf. souhaitée], qui sera son maître le plus marquant, au point de rester toujours à ses yeux « l'Absolu ». Enesco demande à Paul Paray, président des Concerts Lamoureux, de l'auditionner. Yehudi Menuhin joue la Symphonie espagnole de Lalo qui enthousiasme Paul Paray, lequel lui demande alors de venir la jouer devant le public parisien en tant que soliste avec l'Orchestre Lamoureux. C'est le premier récital en Europe de Yéhudi Menuhin, un triomphe dont la presse fait écho. Il n'a que 10 ans. Le 25 novembre 1927, il joue le concerto de Beethoven au Carnegie Hall avec le New York Symphony Orchestra dirigé par Fritz Busch, et c'est encore un succès. Son premier disque est enregistré en 1928. Sa carrière est définitivement lancée.

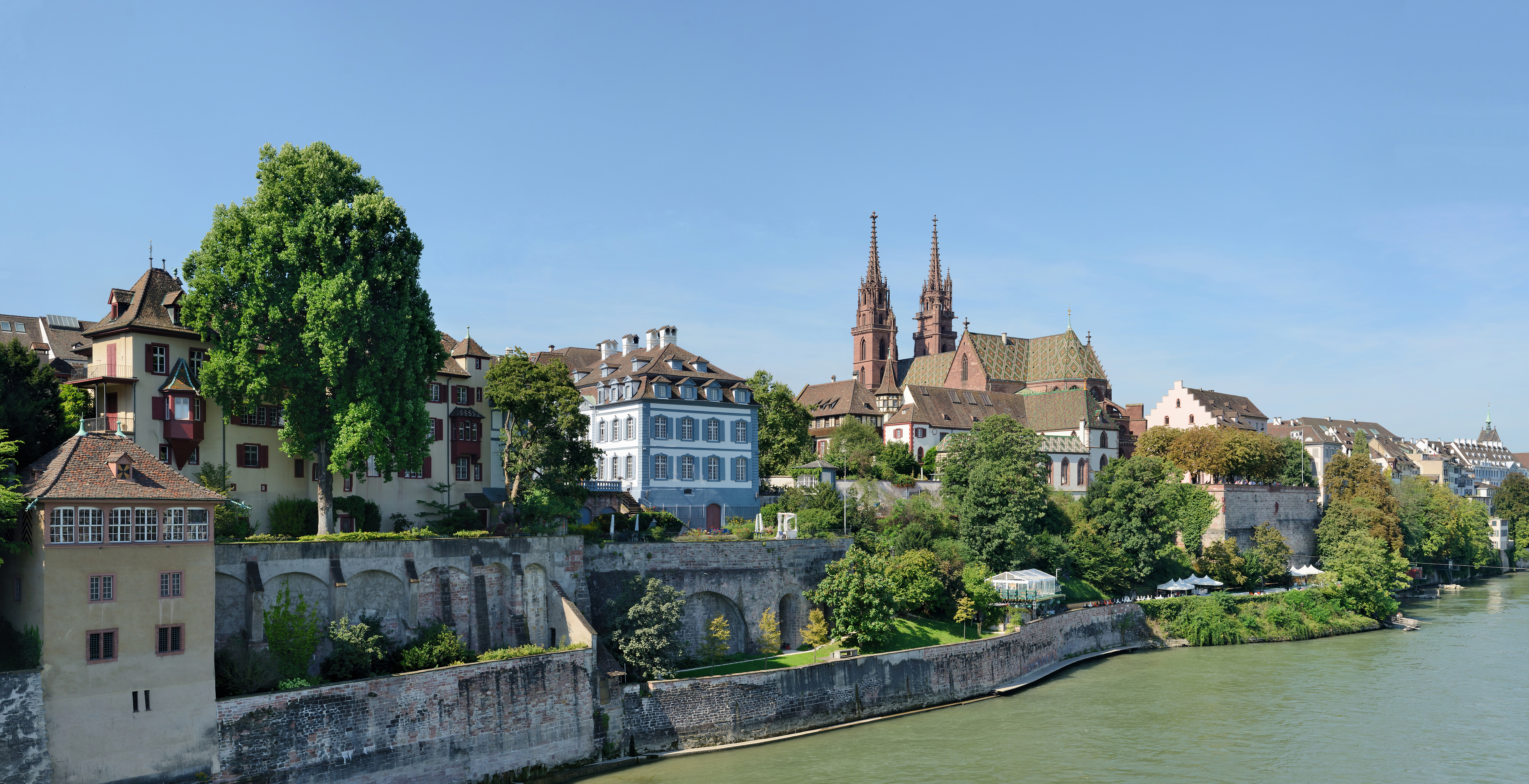
La ville de Bâle : lieu d'étude sous l'égide du violoniste Adolf Busch à partir de 1929.

Au bout de deux ans, Enesco pense qu'il lui serait profitable de changer de professeur et lui conseille Adolf Busch qui pourra lui apprendre le classicisme allemand. Yehudi Menuhin devient donc son élève pendant les étés 1929 et 1930 dans la ville de Bâle. Durant les hivers, Menuhin est en tournée en Europe et en Amérique, où il gagne environ dix fois plus d'argent que son professeur. En 1930, la famille Menuhin s'installe à Ville-d'Avray en banlieue de Paris et y restera cinq ans, sympathisant avec la famille de Boris Vian, voisine. En 1932, le compositeur britannique Edward Elgar l'invite au Royal Albert Hall de Londres pour enregistrer son concerto pour violon. Yehudi Menuhin n'a que 16 ans, mais il s'en tire parfaitement. 
Il se marie le 26 mai 1938 avec Nola Ruby Nicholas, fille d'un industriel australien. Ils ont deux enfants, Krov et Zamira.
Durant la Seconde Guerre mondiale, Menuhin est enrôlé dans l'armée américaine pour soutenir le moral des troupes alliées. Menuhin est heureux d'apporter son soutien et d'avoir un contact direct avec ses auditeurs. Mais il est épuisé par l'obligation de jouer trois fois par jour et il regrette de ne pas avoir de temps pour continuer à apprendre avec un professeur. Il ne voit que très peu sa femme et ses enfants. En 1944, il tombe amoureux d'une danseuse anglaise, 
Diana Gould (en). Il divorce, puis épouse Diana le 19 octobre 1947. Il vivra heureux avec elle jusqu'à la fin de ses jours. Ils ont deux fils, Jeremy et Gerard.
En septembre 1947, Yehudi Menuhin, qui avait aidé Wilhelm Furtwängler dans sa difficile dénazification, vient à Berlin pour jouer le concerto pour violon de Beethoven avec le chef d'orchestre. Il s'ensuit dès lors des enregistrements de premier plan, comme celui du concerto de Beethoven à Lucerne en 1947 et à Londres en 1953,, ou encore le concerto pour violon de Brahms de 1949, de Béla Bartók (le deuxième) enregistré en 1953, et celui, tout particulièrement symbolique, de Felix Mendelssohn enregistré en 1952,. Cette série de concertos fut vite considérée comme l'un des sommets de la carrière du violoniste.
Menuhin déclara à la fin de sa vie que Furtwängler était le chef d'orchestre qui l'avait le plus marqué.
Yehudi Menuhin fait ses débuts de chef d'orchestre à Dallas en 1942, puis à Gstaad en Suisse en 1956 (où il fonde en 1957 le festival Menuhin), et à Bath en Angleterre en 1959. En 1955, à Bruxelles, alors qu'il est membre du jury du Prix du concours Reine Élisabeth, Yehudi Menuhin fait la connaissance du jeune Alberto Lysy, qui deviendra son élève. En 1962, Menuhin crée l'École Yehudi Menuhin à Cobham dans le Surrey. En 1965, il reçoit le titre britannique de chevalier commandeur honoraire de l'Ordre de l'Empire britannique.
En 1970, il devient citoyen suisse, bourgeois de Granges dans le canton de Soleure. En 1978, Menuhin sera réuni avec le violoniste québécois Jean Carignan pour une prestation unique du Petit concerto pour Carignan et orchestre composé par le compositeur québécois André Gagnon. Ce concert sera diffusé dans la prestigieuse série télévisée The Music of Man animée par Menuhin et retransmise partout dans le monde, notamment par la Société Radio-Canada (CBC).
Dans les années 1980, Menuhin se produira plus de 200 fois en concert avec le jeune pianiste anglais Paul Coker, avec qui il jouera presque tout le répertoire pour violon et piano. Il réalise également dans ces années-là des enregistrements de jazz avec Stéphane Grappelli ou de musique indienne avec Ravi Shankar pour le célèbre album West Meets East (en) de 1968. En 1985, Yehudi Menuhin bénéficie de la citoyenneté britannique et son titre de chevalier honorifique devient un titre de chevalier.
En 1980, Menuhin crée à Bruxelles l'International Yehudi Menuhin Foundation. Cette fondation compte parmi ses lauréats des noms aussi importants que Nigel Kennedy, Jorge Chaminé, le Trio Wanderer, Claire Désert, Henri Demarquette, Yves Henry, Laurent Korcia, Jean-Marc Luisada, Irene Kudela, ou encore Pierre Lénert. En 1981, Menuhin est nommé chef d'orchestre du Royal Philharmonic Orchestra de Londres. Musicien complet, Menuhin est aussi un animateur et un homme voué aux causes justes. Il n’hésite pas à s’engager totalement lorsque les droits de l’homme, de la musique ou la paix sont compromis. Furtwängler, Rostropovitch, Estrella ont bénéficié de son appui. Pendant six ans, il a présidé le Conseil international de la musique de l'Unesco (1969-1975), multipliant les démarches humanitaires et contribuant à rapprocher les musiciens entre eux.
En 1993, Menuhin a le privilège d'être anobli par la reine du Royaume-Uni — life peer titre non héréditaire — en tant que Lord Menuhin of Stoke d'Abernon ; à ce titre, il siège à la Chambre des lords.
Yehudi Menuhin lance MUS-E en 1994 toujours à Bruxelles, un programme européen d’éducation artistique, qui existe aujourd’hui dans 12 pays européens, et s’adresse chaque année à environ 50 000 enfants de plus de 450 écoles primaires. L’objectif du programme lancé par Menuhin est d’introduire les arts à l’école primaire afin de développer la créativité des enfants, et de prévenir ainsi la violence et le racisme en encourageant l’harmonie et l’esthétique dès le plus jeune âge. Son ambition était de créer des projets de longue durée, destinés à donner une voix à ceux qui en sont privés, par le biais de l'expression artistique sous toutes ses formes.
Yehudi Menuhin meurt le 12 mars 1999, à Berlin, d'une crise cardiaque.

## Influence et postérité
Connu pour ses interprétations d'une qualité souvent enflammée, parfois sans doute plus austère, mais ne se départissant jamais d'une vie intense et d'une profondeur indiscutable, il poursuivit ses concerts jusqu'à un âge très avancé pour se consacrer à la direction d'orchestre durant ses dernières années. Il a possédé un répertoire très vaste, des classiques aux contemporains.
Menuhin a joué, tout au long de sa carrière, sur un grand nombre d'instruments exceptionnels. La liste de ses instruments témoigne d’une préférence marquée pour les violons de Guarneri del Gesù.
Menuhin défendit Furtwängler, que l'on critiquait pour avoir prospéré sous le régime nazi, bien qu'il ne fût pas nazi lui-même. Il joua pour les réfugiés palestiniens et prit position en faveur d'un État unique laïc israélo-palestinien, indisposant par là-même Israël. Il fut indésirable en URSS pour ses positions contre le régime soviétique. Il fut membre d'honneur du Club de Budapest, lauréat du Nehru Peace Prize for International Understanding en 1960 et ambassadeur de bonne volonté de l'UNESCO de 1992 à 1999.

## Instruments

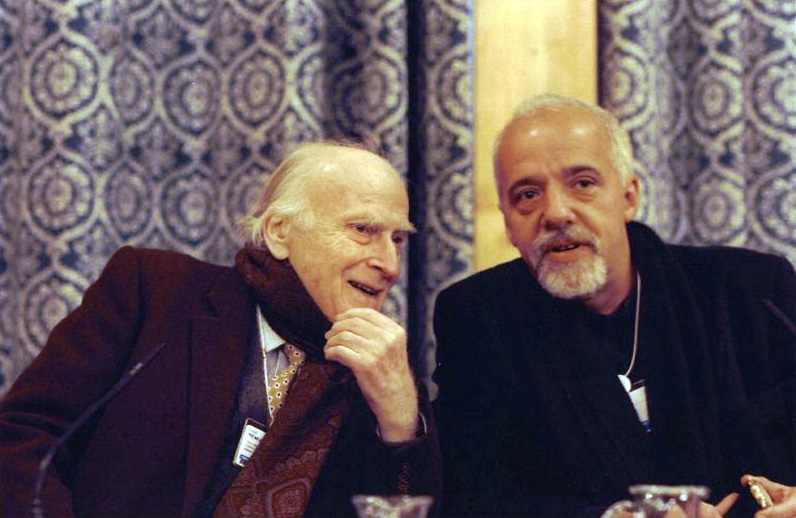
Yehudi Menuhin (à gauche) et Paulo Coelho en 1999.

- Stradivarius :
  - Soil, de 1950 à 1986[22]. Cédé à Itzhak Perlman parce que Menuhin le trouvait trop puissant ;
  - Prince Khevenhüller.
- Guarnerius del Gesù :
  - d'Egville ;
  - Pollitzer-Koessler ;
  - ex-Menuhin, ex-Ebersholt, de 1978 à 1984 ;
  - Ysaÿe ;
  - Lord Wilton, de 1978 à 1999.

## Distinctions
- 1965 -  chevalier commandeur de l'ordre de l'Empire britannique (KBE)
- 1975 - médaille du Conseil canadien de la musique
- 1976 - docteur honoris causa de l'Université Paris-Sorbonne
- 1984 - prix Ernst-von-Siemens
- 1986 -  grand officier de la Légion d'honneur
- 1989 - médaille Buber-Rosenzweig
- 1990 - prix Glenn-Gould
- 1990 - Prix Brahms
- 1994 - décoration Konex de la fondation Konex en Argentine
- 1997 -  chevalier de l'ordre national du Mérite
- 1997 -  grand-croix de l'ordre du Mérite de la République fédérale d'Allemagne
- 1998 - grand-croix de l'ordre de Sant'Iago de l'Épée
- Grande médaille d'or avec plaquette d'honneur Arts-Sciences-Lettres
- (52344) Yehudimenuhin, astéroïde nommé en hommage